# Бразилия на летних Олимпийских играх 1988
Бразилия принимала участие в Летних Олимпийских играх 1988 года в Сеуле (Корея) в пятнадцатый раз за свою историю, и завоевала три бронзовые, две серебряные и одну золотую медали. Сборная страны состояла из 160 спортсменов (127 мужчин, 33 женщины), выступивших в соревнованиях по 21 виду спорта.

## Медалисты
| Медаль  | Спортсмен | Вид спорта      | Дисциплина        |
| ------- | --- | --------------- | ----------------- |
| Золото  | Аурелиу Мигел | Дзюдо           | Мужчины, до 95 кг |
| Серебро | Жуакин Крус | Лёгкая атлетика | Мужчины, 800 м    |
| Серебро | 1. Таффарел 2. Жоржиньо 3. Батиста 4. Рикардо Гомес 5. Адемир 6. Мазиньо 7. Валдо Фильо 8. Жеовани 9. Эдмар 10. Карека 11. Ромарио 12. Зе Карлос 13. Андре Крус 14. Луис Карлос 15. Алоизио 16. Милтон 17. Нето 18. Жуан Пауло 19. Андраде 20. Бебето Карлос Альберто Силва | Футбол          | Мужчины           |
| Бронза  | Робсон да Силва | Лёгкая атлетика | Мужчины, 200 м    |
| Бронза  | Торбен Граэл Нелсон Фалкан | Парусный спорт  | Класс «Звёздный»  |
| Бронза  | Ларс Граэл Клиниу Фрейташ | Парусный спорт  | Класс «Торнадо»   |

## Результаты соревнований

### Академическая гребля
В следующий раунд из каждого заезда проходили несколько лучших экипажей (в зависимости от дисциплины). В финал A выходили 6 сильнейших экипажей, ещё 6 экипажей, выбывших в полуфинале, распределяли места в малом финале B.
Мужчины
| Соревнование | Спортсмены                              | Предварительный заезд | Предварительный заезд | Предварительный заезд | Отборочный заезд | Отборочный заезд | Отборочный заезд | Полуфинал            | Полуфинал            | Полуфинал            | Финал                | Финал                | Итоговое место       |                      |
| Соревнование | Спортсмены                              | Заезд                 | Время                 | Место                 | Заезд            | Время            | Место            | Заезд                | Время                | Место                | Время                | Место                | Итоговое место       |                      |
| ------------ | --------------------------------------- | --------------------- | --------------------- | --------------------- | ---------------- | ---------------- | ---------------- | -------------------- | -------------------- | -------------------- | -------------------- | -------------------- | -------------------- | -------------------- |
| одиночки     | Денис Мариньо                           | 3                     | 7:48,33               | 5                     | 3                | 7:22,84          | 3                | завершил выступление | завершил выступление | завершил выступление | завершил выступление | завершил выступление | завершил выступление | завершил выступление |
| двойки       | Рикардо де Карвальо Роналдо де Карвальо | 1                     | 6:45,20               | 5                     | 2                | 7:01,00          | 3 Q              | 2                    | 6:54,89              | 6 QB                 | Финал B              | Финал B              | 10                   |                      |
| двойки       | Рикардо де Карвальо Роналдо де Карвальо | 1                     | 6:45,20               | 5                     | 2                | 7:01,00          | 3 Q              | 2                    | 6:54,89              | 6 QB                 | 7:28,30              | 4                    | 10                   |                      |

### Бокс
Соревнования по боксу проходили по системе плей-офф. Для победы в олимпийском турнире боксёру необходимо одержать либо пять, либо шесть побед в зависимости от весовой категории. Оба спортсмена, проигравшие в полуфинальных поединках, становились обладателями бронзовых наград.
Мужчины
| Категория | Спортсмены      | Первый раунд          | Второй раунд       | Третий раунд         | Четвертьфинал        | Полуфинал            | Финал                | Место |
| Категория | Спортсмены      | Соперник Результат    | Соперник Результат | Соперник Результат   | Соперник Результат   | Соперник Результат   | Соперник Результат   | Место |
| --------- | --------------- | --------------------- | ------------------ | -------------------- | -------------------- | -------------------- | -------------------- | ----- |
| до 54 кг  | Жоилсон Сантана | LAOП. Соннаванх В 5:0 | ALGС. Зенгли П 0:5 | завершил выступление | завершил выступление | завершил выступление | завершил выступление | 17    |